# Cantone di Prauthoy
Il Cantone di Prauthoy era una divisione amministrativa dell'Arrondissement di Langres.
A seguito della riforma approvata con decreto del 17 febbraio 2014, che ha avuto attuazione dopo le elezioni dipartimentali del 2015, è stato soppresso.

## Composizione
Comprendeva 18 comuni:
- Chalancey
- Chassigny
- Choilley-Dardenay
- Coublanc
- Cusey
- Dommarien
- Grandchamp
- Isômes
- Maâtz
- Montsaugeon
- Occey
- Prauthoy
- Rivière-les-Fosses
- Saint-Broingt-les-Fosses
- Vaillant
- Le Val-d'Esnoms
- Vaux-sous-Aubigny
- Vesvres-sous-Chalancey